# Círculo de mujeres pintoras
El Círculo de mujeres pintoras fue una asociación que reunió exclusivamente a pintoras. Estuvo activa en Bruselas entre 1888 y 1893.

## Historia
El Círculo de mujeres pintoras siguió el ejemplo de la asociación francesa Unión de mujeres pintoras y escultoras.

## Integrantes
Las principales pintoras de esta asociación fueron:
- Jeanne Adrighetti
- Alix d'Anethan
- Berthe Arte
- Mary De Bièvre
- Marguerite Dielman
- Mathilde Dupré-Lesprit
- Mary Gasparioli
- M. Heyermans
- Pauline Jamar
- Rosa Leigh
- Alice Ronner
- Henriëtte Ronner
- Rosa Venneman
- Marguerite Verboeckhoven
- Emma Verwée.

## Exposiciones
Organizaron en Bruselas cuatro exposiciones: en 1888, 1890, 1891 y 1893. Las expositoras eran tanto pintoras aficionadas como artistas ya establecidas, pero siempre mujeres.